# Герб Ситтинского наслега
Герб муниципального образования сельское поселение «Ситтинский наслег» Кобяйского улуса Республики Саха (Якутия) Российской Федерации.
Герб утверждён Решением Ситтинского наслежного Совета от 11 декабря 2008 года.
Герб внесён в Государственный геральдический регистр Российской Федерации под регистрационным номером 6437.

## Описание герба
«В зелёном поле с лазоревой чешуевидной оконечностью тонко окаймлённой серебром и обременённой золотой рыбой — карасём, летящий вправо серебряный лебедь с червлёными лапами, клювом и черными глазами и щёками, сопровождаемый во главе золотым безантом».